# Lena Ebervall
Lena Charlotta Joanna Ebervall, född 8 maj 1957, är en svensk jurist och författare.

## Biografi
Ebervall har varit forskare och föreläsare vid juridiska fakulteten på Lunds universitet. Hon disputerade 2002 med avhandlingen Försvararens roll: ideologier och gällande rätt, som beskrivits som Sveriges första doktorsavhandling i advokatetik. I avhandlingen redogör hon för två ideologier: Advokaten som vapendragare, strikt bunden av sitt uppdrag för klienten och moraliskt neutral, och advokaten som en vägvisare med ett eget samvete, med möjlighet att välja bort uppdrag med potential för etisk konflikt och med möjlighet att lägga upp försvaret på ett annat sätt än klienten vill. Hon har senare (2008) gett ut en handbok i advokatetik.
Hon har varit verksam som advokat i Stockholm och Malmö, och har varit anlitad som föreläsare och kursledare i advokatetik och framträtt som debattör och skribent i rättspolitiska frågor som rör försvarsadvokater.
Tillsammans med Per E. Samuelson har hon författat flera romaner baserade på kända svenska rättsfall. År 2008 skrev de romanen Ers Majestäts olycklige Kurt som bygger på händelserna kring Haijbyaffären. De skrev också Mördaren i folkhemmet (2012) som i romanens form berättar om Olle Möller. År 2014 utkom parets tredje roman Bombmannens testamente som handlar om Lars Tingström och dennes koppling till Palmemordet. År 2016 publicerades den fjärde romanen i deras serie av romaner om verkliga svenska rättsfall: Florence Stephens förlorade värld som handlar om Florence Stephens livsöde.
År 2018 gav de ut Domardansen: en sannsaga om maktmissbruk, som i romanens form beskriver den så kallade Lundquistaffären där en domare (Folke Lundquist) på 1930-talet anmäldes för förskingring, men där myndigheterna istället vände sig mot anmälarna som i något fall blev inspärrade på sinnessjukhus eller dömda för ärekränkning. Först 1953 blev Lundquist dömd för bland annat grovt bedrägeri till 3 års fängelse, samt avsatt från sin domarpost. Boken har beskrivits göra "vårt land en stor tjänst" genom att belysa hur makten kan vändas mot oskyldiga brottsoffer.
År 2024 gav de ut Strafflös: en roman om Johnny Bode. Boken beskriver hur Bode blev offer för den rasbiologiska ideologin och hölls instängd i flera år för småstölder och bedrägerier utan att få vård och utsattes för förnedrande fysiska och psykiska undersökningar. Boken beskrivs som en både allvarlig och mycket underhållande roman om Johnny Bodes märkliga liv.

### Tillsammans med Per E. Samuelson
- 2008 –  Ers Majestäts olycklige Kurt: en roman med verklighetsbakgrund. Stockholm: Piratförlaget. Libris 10722754. ISBN 9789164202710
- 2012 –  Mördaren i folkhemmet: en roman. Stockholm: Piratförlaget. Libris 12767185. ISBN 9789164203984
- 2014 –  Bombmannens testamente: en roman om Lars Tingström. Stockholm: Piratförlaget. Libris 16442482. ISBN 9789164204400
- 2016 –  Florence Stephens förlorade värld: en sannsaga om Huseby bruk. Stockholm: Piratförlaget. Libris 19423798. ISBN 9789164204936
- 2018 –  Domardansen: en sannsaga om maktmissbruk. [Stockholm]: Piratförlaget. Libris 22571675. ISBN 9789164205810
- 2020 –  Stormfågel: en roman om Jane Horney. Stockholm: Piratförlaget. Libris jv11k5msg0nz4gjd. ISBN 9789164206947
- 2022 –  IB - som i inhämtning Birger. Stockholm: Piratförlaget. Libris t87tfwccrn59n6v0. ISBN 9789164208460
- 2024 –  Strafflös: en roman om Johnny Bode. Stockholm: Piratförlaget. Libris tc3pmnsxrf08n0n1. ISBN 9789164209269